# بالیارپور
بالیارپور (به لاتین: Baliarpur) یک منطقهٔ مسکونی در بنگلادش است که در ناحیه چاندپور واقع شده‌است.